# Real de Oriente
Real de Oriente är en ort i Mexiko.   Den ligger i kommunen Mineral de la Reforma och delstaten Hidalgo, i den sydöstra delen av landet, 90 km nordost om huvudstaden Mexico City. Real de Oriente ligger 2 439 meter över havet och antalet invånare är 510.
Terrängen runt Real de Oriente är kuperad norrut, men söderut är den platt. Runt Real de Oriente är det mycket tätbefolkat, med 1 135 invånare per kvadratkilometer. Närmaste större samhälle är Pachuca de Soto, 1,5 km nordväst om Real de Oriente. Omgivningarna runt Real de Oriente är i huvudsak ett öppet busklandskap.